# I Wish (chanson de Stevie Wonder)
Pour les articles homonymes, voir I Wish.
Singles de Stevie Wonder
Boogie On Reggae Woman
(1974) Sir Duke
(1977)
I Wish est une chanson de l'auteur-compositeur-interprète de Stevie Wonder pour laquelle il obtient un Grammy Award.
Premier single issu de l'album Songs in the Key of Life paru en 1976, il devient numéro 1 au Billboard Hot 100 en janvier 1977.

## Contexte
La chanson fut écrite à la suite d'un pique-nique organisé par la Motown un dimanche de l'été 1976. Cette sortie lui sembla tellement agréable qu'il s'est rendu au Crystal Recording Studio le soir-même.
La mélodie de I Wish apparait de façon instinctive et sera le premier morceau créé pour l'album Songs in the Key of Life.
Enfant star dès l'âge de 12 ans avec la chanson Fingertips, pt.2, la chanson retrace ses premières années avec une certaine nostalgie, soulignant notamment les moments passés en famille où ils oubliaient le milieu pauvre dans lequel ils vivaient.
Pour certains, il s'agit de la meilleure piste funk de sa carrière.

### Interprétation de James E. Perone
Pour James E. Perone, I Wish est une des chansons les plus autobiographiques de Stevie Wonder.
La première phrase de la chanson, « Looking back on when I Was a little nappy headed boy », et plus particulièrement le terme « nappy » (crépu), permettrait d'y voir deux interprétations : 
- La première lecture soulignerait le trait physique particulier aux personnes d'origine africaine. Dans les années 1970, le terme aurait pu être utilisé par Wonder pour décrire le jeune enfant noir qu'il était, dépourvu d'un avenir serein dans un monde où la couleur de peau intervient beaucoup dans la réussite de la carrière.
- La seconde lecture prônerait une attention portée à la texture du cheveu. Stevie Wonder étant aveugle à la suite d'une erreur médicale quelques jours après sa naissance[7], il aurait pu vouloir insister sur l'importance du toucher dans ses jeunes années, là où les autres enfants découvrent le monde avec leurs yeux.

Dans le deuxième couplet, Wonder évoque ses « hoodlum friends of mine » (ses amis voyous) : « Sneaking out the back door to hang out with those hoodlum friends of mine ».
Perone y voit la volonté de Wonder de présenter sa jeunesse comme n'étant pas si lisse que ce que beaucoup pouvait croire. En effet, Wonder a eu quelques démêlés avec la justice avant son succès populaire : vandalisme sur les murs des buildings ou proximité trop forte avec une de ses voisines ont jalonné ses années de pré-adolescence.

## Données techniques
Dans le documentaire Classic Albums : Stevie Wonder - Songs in the Key of Life, Stevie Wonder décrit l'ordre dans lequel il a créé la chanson : la piste au clavier fut la première créée, suivie par celle à la batterie puis trois pistes au synthétiseur ARP. Nathan Watts a ensuite enregistré la piste à la guitare basse, suivi par les cuivres.
- Stevie Wonder : Voix, claviers (Fender Rhodes, ARP 2600 Synthesizer), percussions.
- Trevor Laurence : Saxophone ténor
- Steve Madaio : Trompette
- Raymond Maldonado : Trompette
- Hank Redd : Saxophone alto
- Nathan Watts : Guitare basse

## Classement
Le 45 tours sort aux États-Unis chez Tamla avec la référence 54274 et sous le label Motown ailleurs dans le monde.
Il s'agit de son cinquième titre classé numéro 1 au Billboard Hot 100, le premier issu de l'album Songs in the Key of Life, suivi 4 mois plus tard par le titre Sir Duke qui atteint lui aussi la première place du Hot 100.
| Classement (1976-77)                      | Meilleure position |
| ----------------------------------------- | ------------------ |
| Allemagne                                 | 30                 |
| Belgique (Ultratop 50 VL)                 | 10                 |
| Belgique (Ultratop 50 W)                  | 21                 |
| Canada (Top Singles)                      | 1                  |
| Canada (Adult Contemporary)               | 41                 |
| États-Unis (Billboard Hot 100)            | 1                  |
| États-Unis (Billboard Hot R&B/Hip-Hop)    | 1                  |
| États-Unis (Billboard Adult Contemporary) | 23                 |
| États-Unis (Cash Box)                     | 1                  |
| Irlande (Irish Singles Chart)             | 5                  |
| Nouvelle-Zélande                          | 19                 |
| Pays-Bas (Top 40)                         | 4                  |
| Royaume-Uni (UK Official Charts)          | 5                  |

| Classement annuel (1977)        | Position |
| ------------------------------- | -------- |
| Canada (RPM year-end)           | 25       |
| États-Unis (Billboard Year-end) | 51       |
| États-Unis (Cash Box Year-end)  | 51       |
| Royaume-Uni (UK Music Charts)   | 88       |

## Distinctions et récompenses
- En 1976, lors de la 19e cérémonie des Grammy Awards, le titre remporte le prix de la meilleure chanson R&B masculine[23].
- I Wish permet à Stevie Wonder d'atteindre la deuxième place dans le classement des compositeurs ayant écrit les numéros 1 les plus espacés dans le temps (dans l'ère du rock) : son premier succès de composition est The Tears of a Clown interprété par Smokey Robinson & the Miracles et s'étend jusqu'au Wild Wild West de Will Smith, basé sur la mélodie de I Wish, ce qui donne un écart de 28 ans et 7 mois[11].

### Certifications
| Region            | Certification | Ventes  |
| ----------------- | ------------- | ------- |
| Royaume-Uni (BPI) | Argent        | 200.000 |

## Reprises
I Wish compte une soixantaine de reprises chantées et une trentaine de reprises instrumentales. On peut citer notamment :
- En versions chantées :
  - Wet Wet Wet (1993),
  - Céline Dion (2004)

- En versions instrumentales :
  - Urbie Green (1977),
  - Greg Howe (2000),
  - Mark Whitfield, sur Songs of Wonder (2009)

### Adaptations en langue étrangère
| Année | Langue   | Titre                   | Adaptation     | Interprète(s)                               |
| ----- | -------- | ----------------------- | -------------- | ------------------------------------------- |
| 1977  | Tchèque  | Život jde dál           | Zdeněk Rytíř   | Karel Gott                                  |
| 2018  | Anglais  | The Wonder of Christmas | J.John Jackson | ApologetiX                                  |
| 1978  | Finnois  | Nuo päivät              | Pertti Reponen | Jarmo Seppälä, Jorma Seppälä & Seikkailijat |
| 1978  | Slovaque | Pieseň bez slov         | Jozef Škvařil  | Jana Kocianová a Bezinky                    |